# 小普陀
小普陀是云南省大理州大理市洱海东岸的一个石灰岩小岛。岛上有明代建筑观音阁，为大理州文物保护单位。小普陀是洱海的一处旅游景点，冬季还有红嘴鸥在附近过冬。
小普陀位于洱海东北部挖色镇海印村对面，距岸130米。周长约200米，面积约100平方米。因为小普陀形似置于海中的圆形印章，传说为观音大士的镇海大印，故俗称海印岛，对岸渔村也得名海印村。另因观音在南海普陀山得道，便将洱海中的此岛称为小普陀。
岛上的观音阁始建于明崇祯年间，清咸丰六年（1856年）毁于兵燹，咸丰十一年（1861年）重建，民国6年（1917年）重修，1983年再次维修。现为亭阁式两层建筑，一层祀如来菩萨，二层祀观音菩萨，阁前围有大理石栏杆。1991年，公布为第二批大理市重点文物保护单位。2016年，公布为大理州第六批州级文物保护单位。